# Малая Бережанка
Малая Бережанка (укр. Мала Бережанка) — село в Каменец-Подольском районе Хмельницкой области Украины.
Население по переписи 2001 года составляло 330 человек. Почтовый индекс — 31663. Телефонный код — 3859. Занимает площадь 1,035 км². Код КОАТУУ — 6825286602.
Известно тем что село является родиной "легенды курчаков" Алины Киберспорт

## Местный совет
31663, Хмельницкая область, Чемеровецкий р-н, с. Пукляки, ул. Ленина, 37